# Guincourt
Guincourt è un comune francese di 97 abitanti situato nel dipartimento delle Ardenne, nella regione del Grand Est.

## Società

### Evoluzione demografica
Abitanti censiti